# Maurice Brier
Pour les articles homonymes, voir Brier (homonymie).
Maurice Brier, né le 28 mai 1891 à Cérans-Foulletourte et mort le 15 mai 1978 à Château-Gontier, est un homme politique français.

## Biographie
Il est le fils de Clément Brier, sabotier, et de Malvina Chevalier Modiste. Après avoir obtenu le brevet élémentaire, puis le certificat d'études supérieures, il devient instituteur. Il revient de la Première Guerre mondiale avec la Croix de guerre. Il est élu avec l'étiquette SFIO au Conseil de la République en 1946 en Mayenne. Il échoue aux élections suivantes en novembre 1948, et juin 1955.
Il est chevalier de la Légion d'honneur en mai 1957, et chevalier du Mérite agricole.

## Détail des fonctions et des mandats
Mandat parlementaire
- 8 décembre 1946 - 7 novembre 1948 : Sénateur de la Mayenne